# Paolo Caccia Dominioni di Sillavengo
Pour les articles homonymes, voir Caccia.
Paolo Caccia Dominioni, 14e Seigneur de Sillavengo  (14 mai 1896 à Nerviano, dans la province de Milan - 12 août 1992 à Rome) Il était le fils de Charles, diplomate du Royaume, et de Bianca des marquis Cusani Confalonieri, tous deux milanais.

## Biographie
Issu d'une noble famille de la haute aristocratie lombarde et fils de diplomate, Paolo Caccia Dominioni passe son adolescence en France, en Autriche, en Tunisie et en Égypte. À son retour en Italie en 1913, il s'inscrit à l'École polytechnique de Milan en première année d'ingénieur.
Quand l'Italie entre en guerre, en mai 1915, il est à Palerme et se porte volontaire, à 19 ans seulement, pour le front. Il est alors envoyé à l'Académie d'Artillerie et du Génie de Turin. En 1916, il est sous-lieutenant au sein de la 16e compagnie du 4e régiment de pontonniers. Il combat sur les fleuves Brenta et Isonzo. Un an plus tard, nommé lieutenant, il réussit à forcer le passage du fleuve Isonzo sous le feu de l'artillerie austro-hongroise grâce à un pont de barques dont il commande et dirige la construction, permettant à des unités alpines de se porter sur l'autre rive. Blessé dans les combats qui se poursuivent, il est décoré sur le champ de bataille de la Medaglia di Bronzo al Valore Militare. En juillet 1917, il intègre une unité de lance-flammes sur le front du Carso. En février 1918, il intègre le 9e régiment du Génie en Libye, après avoir surmonté la perte de son frère Cino, officier au sein d'une unité alpine, qui est tué au combat en janvier 1918. Frappé par l'épidémie de grippe espagnole, il est rapatrié en mai 1919 et libéré des obligations militaires l'année suivante.

## L'après-guerre
Après avoir terminé ses études, il fréquente brièvement le fascisme, avant de s'en détacher pour s'installer en Égypte en 1924, où il préparera d'importants projets architecturaux destinés à tout le Moyen-Orient.
Il est rappelé sous les drapeaux en 1931 afin de participer à une mission de reconnaissance dans le Fezzan (sud libyen) et effectuer de longs relevés topographiques. L'année suivante, il est promu capitaine.
En 1935, l'Italie décide d'envahir l'Éthiopie, seule nation indépendante du continent africain à cette époque. Paolo Caccia Dominioni est incorporé au sein d'une unité spécialisée dans le recueil d'informations, appelée rete informativa K. Polyglotte, il commande une mission d'information à partir du Caire et remonte le Nil, puis prend en charge une patrouille composée d'ascaris (soldats coloniaux), intégrée à la Colonna Starace, ayant pour objectif de recueillir des informations sur les troupes du Négus et les particularités du terrain. Cela lui vaudra la croix de guerre à la Valeur militaire.

## La Deuxième Guerre mondiale
En janvier 1941, alors que l'Italie est en guerre depuis 7 mois, il intègre le SIM (Servizio Informazioni Militare - services secrets italiens) mais souhaite rejoindre le front au plus tôt. En mars 1942, il est affecté à un bataillon de sapeurs du génie alpin. Alors qu'il doit partir avec le XXXe Battaglione Guastatori del Genio Alpino en URSS, il est finalement placé à la tête du XXXIe Battaglione Genio Guastatori d'Africa, dont le commandant a été tué au combat. Ce bataillon est le premier à avoir forcé les défenses australiennes de Tobrouk en juin 1942.
Le 14 août 1942, le commandant Paolo Caccia Dominioni di Sillavengo est convoqué par le Feldmarschall Erwin Rommel, qui lui confie la tâche de préparer le franchissement du Nil. À cette époque, rien ne semble pouvoir arrêter les troupes germano-italiennes, mais le coup d'arrêt de la bataille d'Alam el Halfa tuera dans l'œuf toute velléité de se rapprocher du Nil et de Suez. 
Le XXXIe Guastatori d'Africa et leur chef se battent lors des batailles d'El Alamein, aux côtés des paras italiens de la division Folgore et des paras allemands de la Brigade Ramcke. Les pertes sont sévères et doivent battre en retraite. Le 20 novembre, il est rapatrié en raison d'un état de santé inquiétant. Il est décoré de la Medaglia d'Argento al Valore Militare.
À la suite de l'armistice du 8 septembre 1943, qui sort virtuellement l'Italie de la guerre, il est sollicité par la RSI de Mussolini mais décide d'intégrer la Résistance en janvier 1944, au sein de la brigade Garibaldi. Arrêté par la milice, il est remis aux SS qui l'incarcèrent puis le relâchent lorsqu'ils apprennent qu'il a été décoré de la croix de fer par Rommel. De nouveau arrêté par la milice, il réussit à fuir. Il sera décoré d'une autre Médaille de Bronze à la Valeur Militaire,.

## Travail de mémoire
À partir de 1949, il se met à la recherche des restes des combattants d'El Alamein, quelle que fût leur nationalité, et leur offre une sépulture. Le travail est dangereux en raison des millions de mines qui tuent quotidiennement des nomades autochtones. À partir de 1950, il est aidé dans son travail par Renato Chiodini, un ancien du XXXIe Bat. Guastatori, qui fut le premier à franchir le réseau défensif de Tobrouk en juin 1942. Caccia Dominioni avait préalablement construit une petite base logistique sur la cote 33, nommée Tell el Eisa (la colline de Jésus), où les tankistes italiens de la division « Ariete » avaient livré un combat acharné durant l'été 1942.
Au fur et à mesure, le cimetière militaire prend forme et chaque unité y a son carré. Après 241 missions périlleuses (Chiodini sera blessé et les autochtones employés comme « manœuvres » déploreront plusieurs tués du fait des mines), 490 restes de soldats italiens, 465 allemands, 208 alliés et 63 de nationalité inconnue sont récupérés, sans compter 2 073 autres (italiens, allemands et libyens) des cimetières militaires avoisinants. En 1954, le grand « Sacrario » italien est construit avec l'aval des autorités égyptiennes et un an plus tard, Caccia Dominioni est promu au grade de lieutenant-colonel. En 1958, ce sont les restes de 5 364 soldats italiens qui reposent dans le Sanctuaire (1 095 n'ont pas été retrouvés, selon les listes des pertes),.

## Décès
Le lieutenant-colonel Paolo Caccia Dominioni est décédé en 1992 à l'âge de 96 ans à l' hôpital militaire Celio de Rome. En 2002, le président Carlo Azeglio Ciampi lui a décerné la Médaille d'or du mérite militaire à l'occasion du 60e anniversaire de la bataille d'El Alamein.

## Publications
- La fine del Carso. Tipografia A. Procaccia, Alexandria 1928.
- Basta con questa guerra. Stamperia Lencioni, Kairo 1931.
- Amhara – Chroniques de la Patrouille Astrale. Plon, 1937.
- Resurrezione e ardore di un cantiere in terra lontana Ankara d'anatolia, estate 1938-XVI. Rizzoli, 1938.
- Diario di Bordo. 1944.
- Casa del perduto amore. H. Urwand & fils, Kairo 1949.
- I Ragazzi della Folgore (Vorarbeit von Alberto Bechi Luserna). Alfieri, 1956.
- Alamein 1933-1962. Longanesi, 1962.
- Diario 1915-1919. Longanesi, 1965.
- Ascari K7. Longanesi, 1966.
- Takfir. Cronaca dell'ultima battaglia di Alamein nei documenti del 31º Battaglione guastatori d'Africa. Longanesi, 1967.
- Le 300 ore a Nord di Qattara. Longanesi, 1972.
- Alpino alla Macchia. Cavallotti, 1977.
- La frana del San Matteo. Cavallotti, 1983.

## Décoration
En 2002, il est décoré, pour l'ensemble de son œuvre, à la Medaglia d'Oro al Valore Militare, à titre posthume.